# برونو لايت
برونو لايت (26 مارس 1995 بلشبونة في البرتغال - ) هو لاعب كرة قدم برتغالي في مركز الوسط. لعب مع نادي شايد.

## وصلات خارجية
- برونو لايت على موقع اتحاد النرويج (النرويجية)
- برونو لايت على موقع قاعدة بيانات كرة القدم.إي يو (الإنجليزية)
- برونو لايت على موقع ناشيونال فوتبول تيمز (الإنجليزية)
- برونو لايت على موقع Soccerway.com (الإنجليزية)